# American Anthropologist
American Anthropologist es la revista órgano oficial  de la American Anthropological Association (AAA). Es conocida por publicar una extensa gama de trabajos de antropología, incluyendo los de tipo cultural, biológico, de antropología lingüística y de arqueología. El antecedente histórico de la revista data de 1888 año en que fue publicado por la Anthropological Society of Washington (Sociedad Antropológica de Washington), la primera asociación antropológica de los Estados Unidos de América. La serie nueva empezó en 1899 cuando fue fundada la AAA bajo el Consejo Editorial de Franz Boas, Daniel G. Brinton, y John Wesley Powell entre otros. La revista se ha publicado ininterrumpidamente hasta la fecha.

## Campos de la antropología que  incluye
La publicación incluye dentro de sus contenidos, trabajos y artículos de antropología cultural, de lingüística, de arqueología y de antropología física.  También son incluidos ocasionalmente trabajos de antropología aplicada.
Entre las publicaciones de la AAA, American Anthropologist es la única que cubre prácticamente todos las subdisciplinas de la antropología. Muchos investigadores especializados concuerdan con el enfoque del American Anthropologist' en cuanto a su amplio espectro, aunque otros argumentan, a manera de crítica, que algunos trabajos publicados escapan a la noción científica en la que debería mantenerse la antropología y su práctica profesional.